# Wellerismo

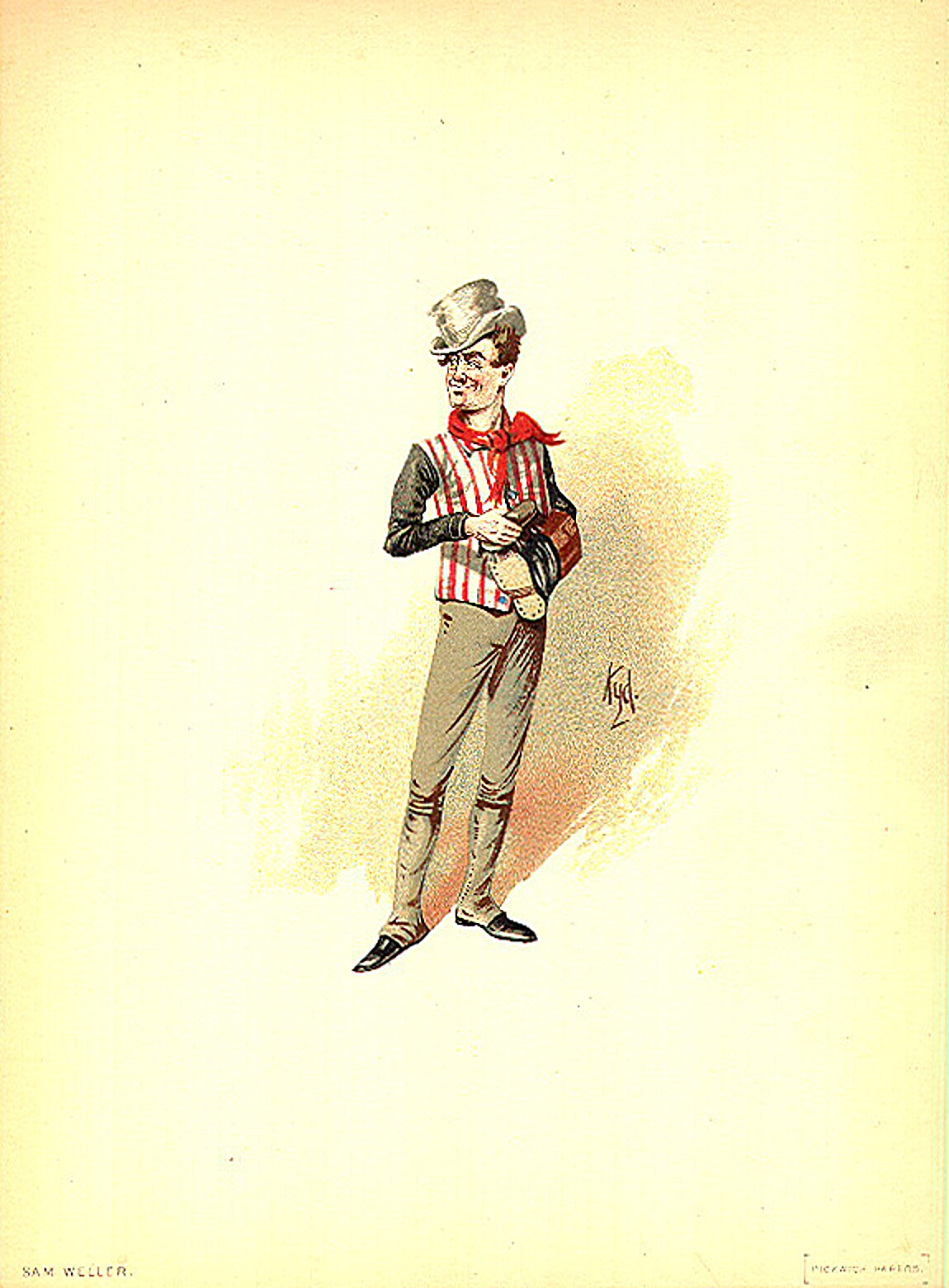
Il personaggio Sam Weller visto da Kyd (Joseph Clayton Clarke), 1889 (da The Characters of Charles Dickens Pourtrayed in a Series of Original Water Colour Sketches by Kyd)

Si dice wellerismo una frase o motto di tono sentenzioso, proverbiale, riportata per bocca di un personaggio reale o immaginario, per lo più mescolando solennità e scherzo, con intento ironico. In questo senso il wellerismo è prossimo tanto al proverbio quanto alla facezia, e imparentato all'aforisma, per quanto con intento deformante.

## Terminologia e formato
Il termine deriva dall'inglese Wellerism, a sua volta ricavato dal nome di Sam Weller, celebre maggiordomo dal tipico accento cockney dei cui servigi si avvale il signor Samuel Pickwick nel romanzo Il Circolo Pickwick (pubblicato a puntate tra il 1836 e il 1837) di Charles Dickens (1812-1870). L'inglese Wellerism è attestato per la prima volta nel 1839, mentre in lingua italiana "wellerismo" è registrato per la prima volta negli anni trenta del Novecento. Prima dell'associazione di questa forma al personaggio dickensiano, essa era indicata come quotation proverb, Yankeeism, perverted proverb ("proverbio alterato") o anti-proverb ("antiproverbio").
Un wellerismo ha la tipica forma "disse..." o "come disse..." (in inglese as... said). Un esempio tratto dalla tradizione della commedia dell'arte italiana e della maschera di Brighella è:
Una serie di duecentocinquanta wellerismi furono raccolti da Giovanni Tucci in Dicette Pulicinella... Inchiesta di antropologia culturale sulla Campania, Genova-Milano, Silva, 1966. Tra questi:
Altri esempi in lingua italiana sono Dicette Pulecenella: Pe' mmare nun c'è taverna (sempre dalla tradizione campana) o "Disse San Bruno: una volta per uno".
Un tipico wellerismo ha dunque una forma tripartita: una frase di sapore proverbiale o sapienziale, un personaggio a cui tale frase viene attribuita e un contesto in cui la frase viene originariamente espressa. Solitamente è questo terzo elemento a introdurre l'elemento umoristico.

## Storia
Sembra che i wellerismi siano esistiti in tutte le lingue e in tutti i tempi, a partire dalla letteratura sumera (metà del III millennio a.C.) e dalla letteratura egizia, ma vi sono esempi anche in Platone, in Teocrito, poi in Martin Lutero, oltre che nella tradizione orale africana.
Il primo esempio conosciuto in lingua inglese è registrato dal poeta e aforista inglese John Heywood (1555):
Una versione italiana sarebbe:
registrata in una raccolta del poligrafo toscano Francesco Serdonati (1540-dopo il 1602).
Il wellerismo non fu dunque invenzione dickensiana, ma certamente la popolarità di Sam Weller contribuì a rendere di moda tale forma e conosciuta con questo nome. Esiste peraltro un Dictionary of Wellerisms, pubblicato dalla Oxford University Press.

## Wellerismi e Tom Swifty negli Stati Uniti
Il wellerismo ha avuto grande diffusione negli Stati Uniti d'America, soprattutto per il grande successo del Circolo Pickwick in quel paese. Si assistette ad una vera mania welleristica, non solo per mero divertissement linguistico, ma anche per la relativa facilità con cui questa forma poteva essere utilizzata per aggirare la morale a maggioranza puritana della società americana dell'Ottocento e veicolare nuovi costumi e nuove condotte. Per lo più questa letteratura, trasmessa da riviste e giornali, aveva una consistenza del tutto effimera, ma alcuni wellerismi hanno acquistato grande popolarità. Tra questi:
Oppure:
Sempre negli Stati Uniti, negli anni venti del Novecento, prese forma il Tom Swifty, altra forma breve, il cui nome deriva da Tom Swift, protagonista di diversi racconti scritti sotto lo pseudonimo "Victor Appleton". In questo caso, ogni frase è attribuita a Tom ("said Tom"), con l'aggiunta però di un avverbio che fa da perno comico, come nel caso di:
Dove è evidente, pur se di poche pretese, il riferimento al Candido di Voltaire.